# 圣赫勒拿鸽
圣赫勒拿鸽（学名：Dysmoropelia dekarchiskos）是大西洋圣赫勒拿特有及绝灭的一种鸽，其也是圣赫勒拿鸠属的单型种。
圣赫勒拿鸽是一种大型的鸽子，它们的翅膀相较身体大小和强壮的腿部而言较短。曾推测它们可能在1502年人类登上圣赫勒拿岛不久后便就灭绝，但历史上却未有与之相关的记录。有研究认为该物种应在末次冰盛期之前或期间绝灭。

## 词源
圣赫勒拿鸽的属名Dysmoropelia由希腊语的dysmoros（命运多舛的）和pelia（野鸽）组合而成。其种加词dekarchiskos亦源于希腊语，由dekarches（下士）和iskos（身材矮小的男性）组合而成，意指昵称为小下士（Little Corporal）的拿破仑一世，他是圣赫勒拿最为知名的曾住民。